# Las Bandidas
Las Bandidas é uma telenovela venezuelana, produzida pela RTI, em parceria com a Televisa e a RCN. Baseada na trama Las amazonas, escrita por César Miguel Rondón, está sendo transmitida na Venezuela desde 3 de abril de 2013 e no México desde 17 de junho de 2013.
É protagonizada pela colombiana Ana Lucía Domínguez e pelo mexicano Marco Méndez, sob a direção de Santiago Vargas, Tony Rodríguez e Luis Manso. Daniela Bascopé, Guillermo Dávila, Marjorie Magri, Christian McGaffney, Claudia La Gatta, Jean Paul Leroux, Gabriel Parisi e Daniel Lugo desempenharam os demais papeis principais da história.

## Elenco
- Ana Lucía Domínguez - Fabiola Montoya
- Marco Méndez - Alonso Cáceres
- Daniela Bascopé - Corina Montoya
- Marjorie Magri - Amparo Montoya
- Daniel Lugo - Don Olegario Montoya
- Guillermo Dávila - Rodrigo Irazábal
- Jean Paul Leroux - Sergio Navarro
- Claudia La Gatta - Malena de Montoya
- Caridad Canelón - Zenaida Mijares "Yaya"
- María Cristina Lozada - Doña Ricarda vda. de Irazábal
- Gabriel Parisi - Reynaldo Castillo
- Christian McGaffney - Rubén Mijares
- Carlos Cruz - Matacán
- Claudia Morales - Marisól Cáceres
- Crisbel Henríquez - Nelly
- Héctor Peña - Vicente Rivero
- Sabrina Salvador - Dinorah
- Gioia Arismendi - Marta Moreno
- Milena Santander - Fermina
- José Vieira - Padre Jóbito / Atilio Rivera
- Nany Tovar - Julia
- Laureano Olivares - Remigio
- Miguel de León - Gaspar Infante
- Gonzalo Cuberos - Pancho
- Sandra Díaz - Betsabe
- Roberto Messuti - Tulio Irazabal
- Cesar Bencid - Horacio
- Eileen Abad - Miriam